# Бутунтай
Бутунта́й (рос. Бутунтай) — село у складі Александрово-Заводського району Забайкальського краю, Росія. Адміністративний центр Бутунтайського сільського поселення.

## Населення
Населення — 368 осіб (2010; 482 у 2002).
Національний склад (станом на 2002 рік):
- росіяни — 100 %